# Рејдерсберг (Монтана)
Рејдерсберг (енгл. Radersburg) насељено је место без административног статуса у америчкој савезној држави Монтана.

## Демографија
По попису из 2010. године број становника је 66, што је 4 (-5,7%) становника мање него 2000. године.
| Група             | 2000.       | 2010.      |
| Белци             | 70 (100,0%) | 63 (95,5%) |
| Афроамериканци    | 0 (0,0%)    | 0 (0,0%)   |
| Азијати           | 0 (0,0%)    | 0 (0,0%)   |
| Хиспаноамериканци | 0 (0,0%)    | 1 (1,5%)   |
| Укупно            | 70          | 66         |